# Корєнєв Іоанникій Трохимович
Іоанникій Трохимович Корєнєв (рос. Иоанникий Трофимович Коренев; рік народження невідомий — помер 1680 або на початку 1681) — диякон у Москві, знавець і композитор партесного співу - виду церковного багатоголосного хорового співу, що виник в Україні на початку 17 століття. 
Автор музичного трактату «О пении божественном по чину мусикийских согласий», який було доповнено Миколою Павловичем Дилецьким. У своїй праці виступає прихильником партесного співу та критикує давньоруські хорові співи, хомонію та звучання органів. Прихильник п'ятилінійної нотації, рекомендує гармонічне узгодження звуків у консонансах.
Діяльність Корєнєва відноситься до періоду царювання московського царя Федора Олексійовича (1676—1682 рр.).